# Leonhard Heckenauer

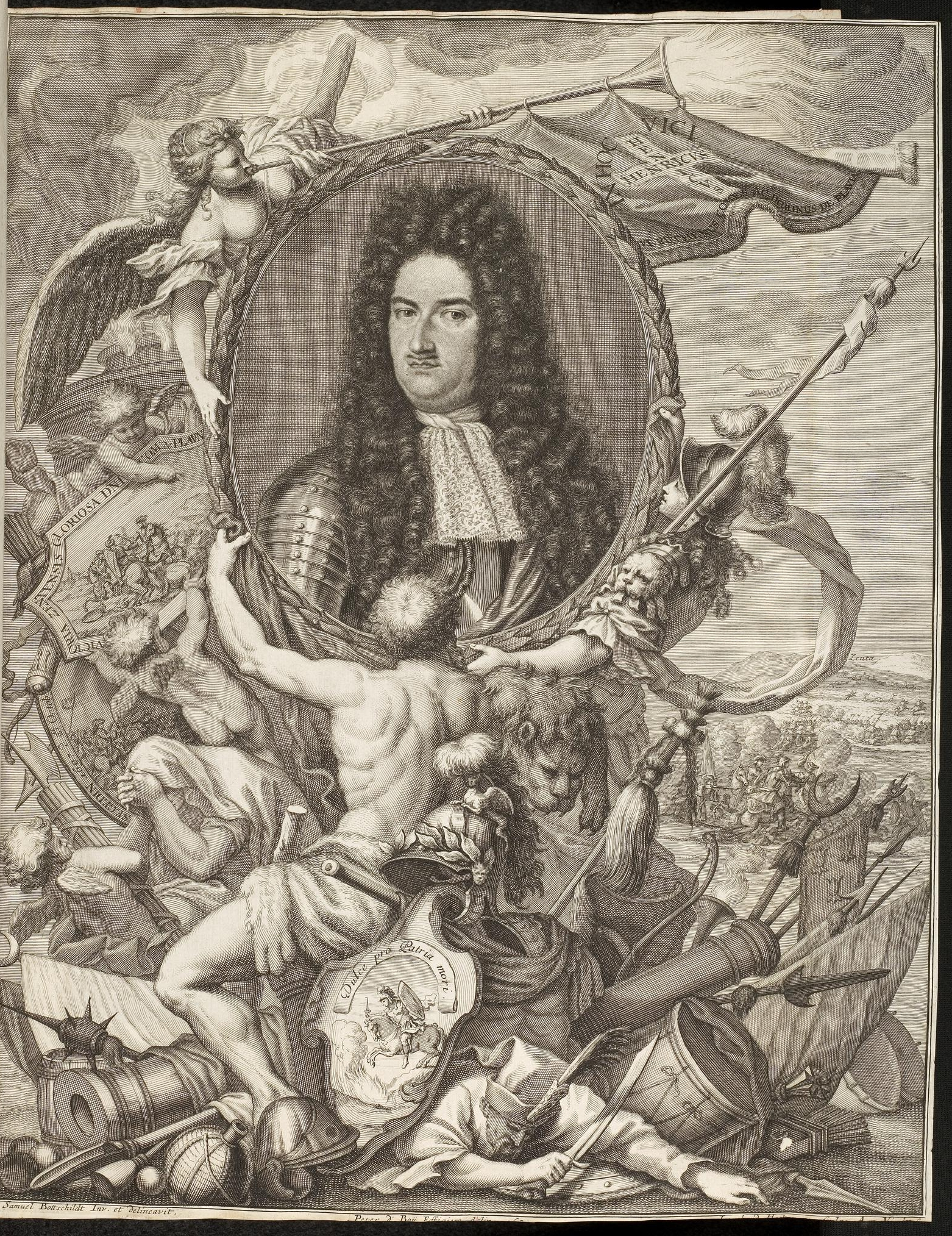
Heinrich VI. Reuß-Obergreiz bei der Schlacht bei Zenta

Leonhard Heckenauer (〰 18. April 1658 in Augsburg; † 1704 in München) war ein deutscher Kupferstecher.

## Leben
Leonhard Heckenauer war ein Kupferstecher in Augsburg. Er lernte bei Bartholomäus Kilian und fertigte unter anderem Porträts Kaiser Leopold I. und der bei dessen Wahl anwesenden Kurfürsten an. Er errichtete in seinem Haus eine Zeichnungs-Akademie, an der Figuren nach dem Leben gezeichnet wurden, und starb in München 1704, als Augsburg von den Franzosen und Bayern belagert wurde.

## Werke

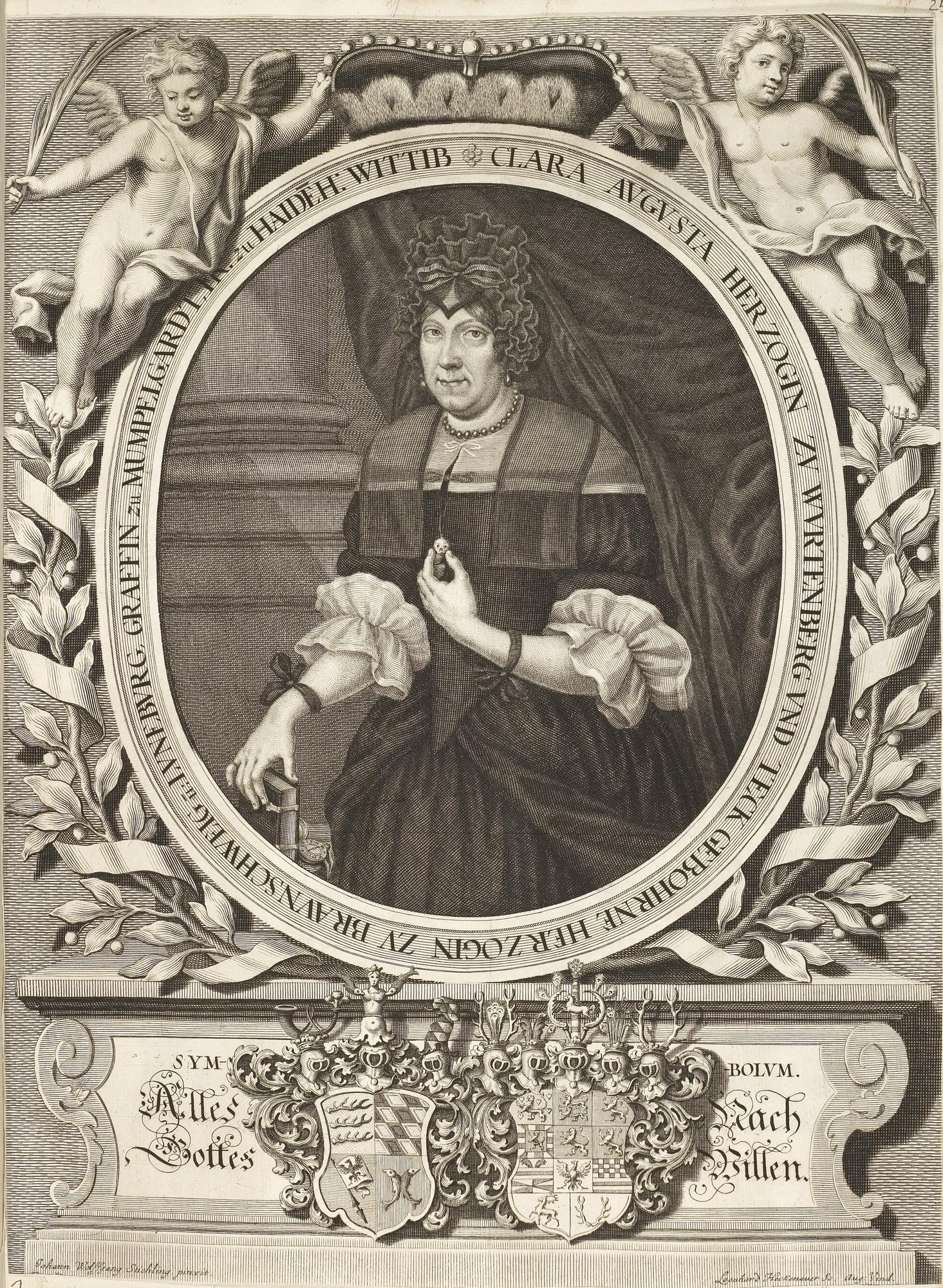
Clara Auguste von Braunschweig-Lüneburg (1632–1700)
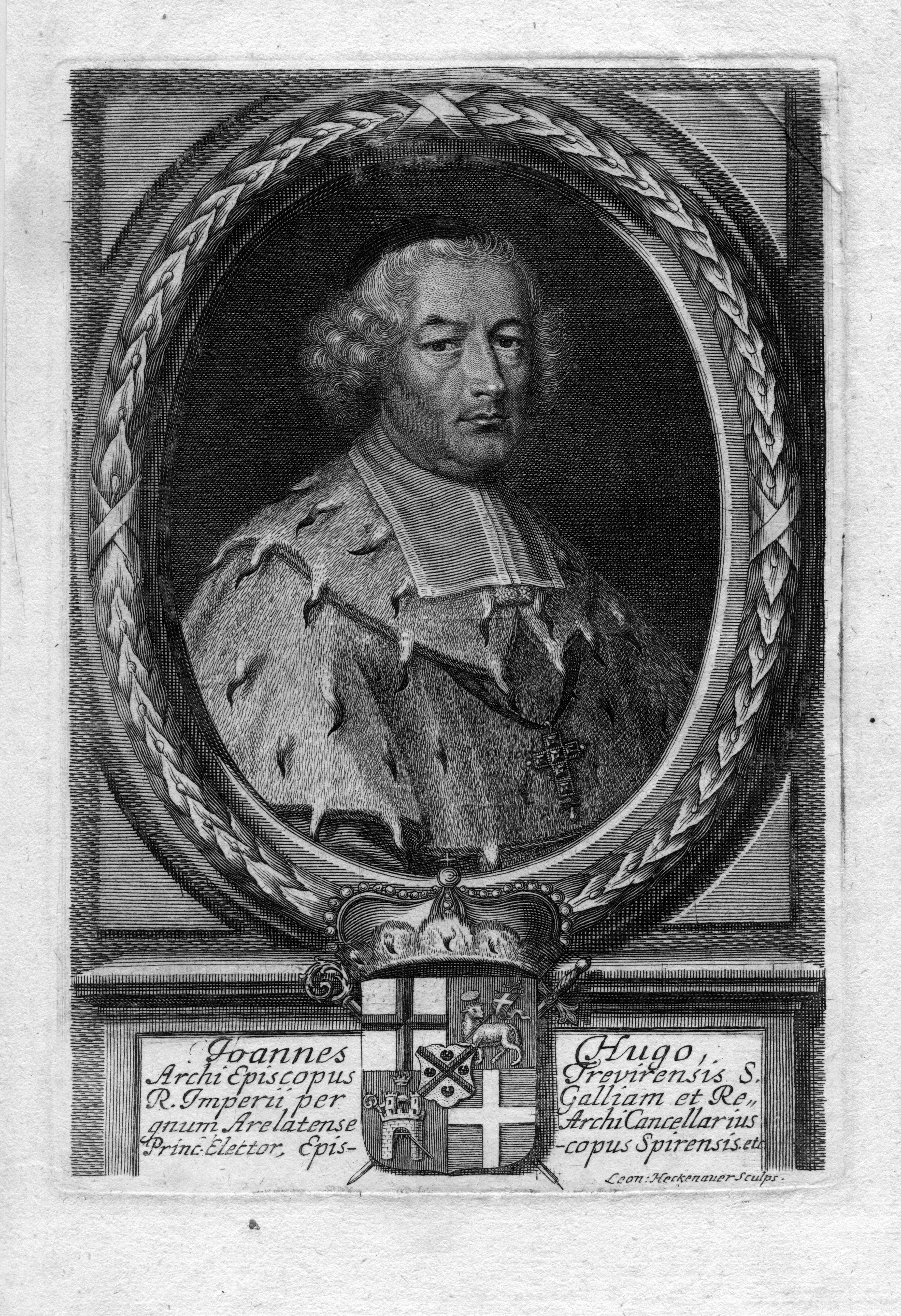
Johann Hugo von Orsbeck
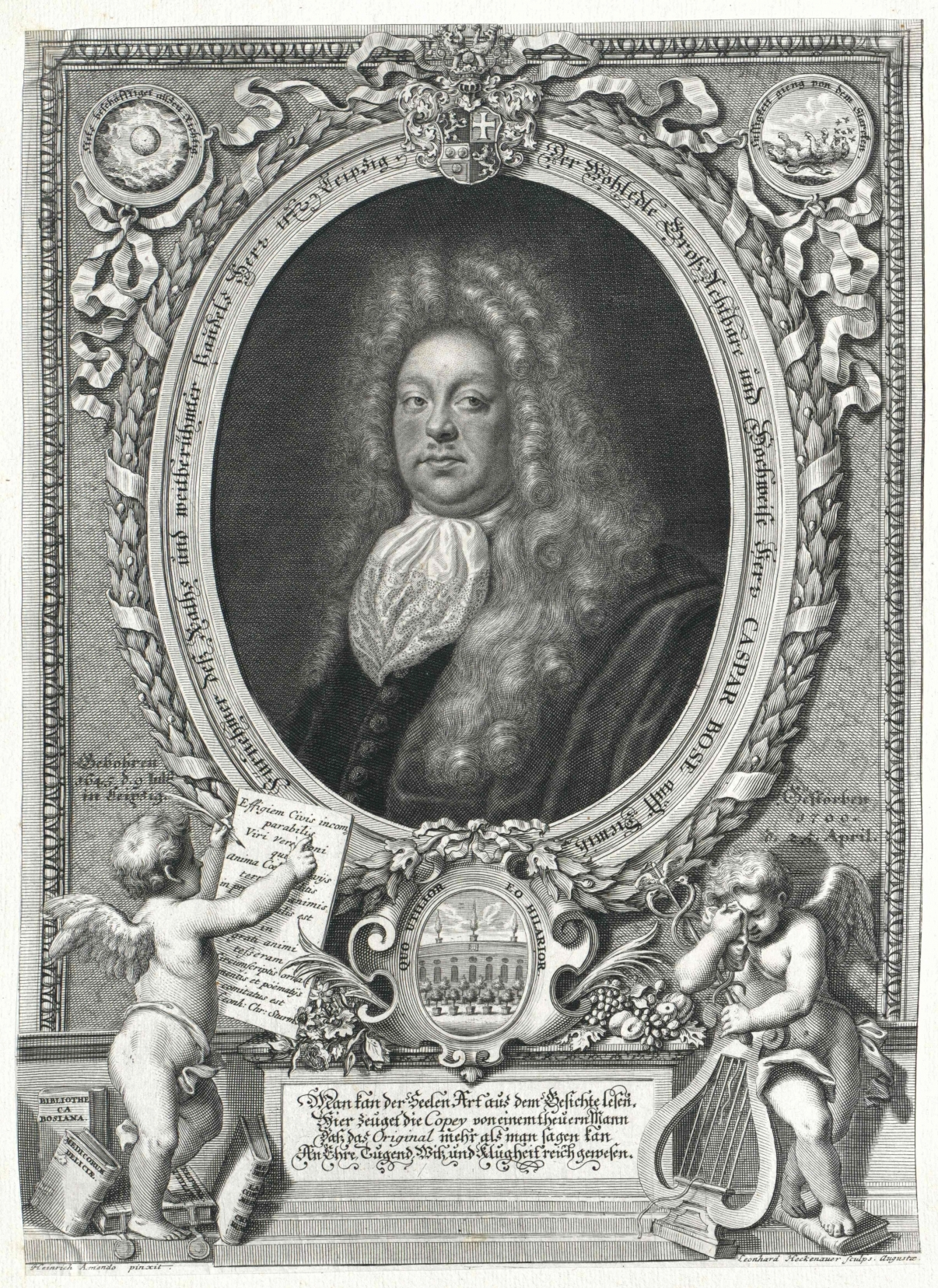
Caspar Bose
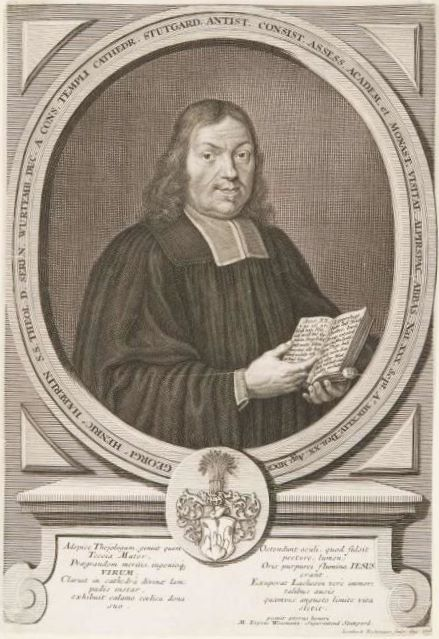
Georg Heinrich Häberlin
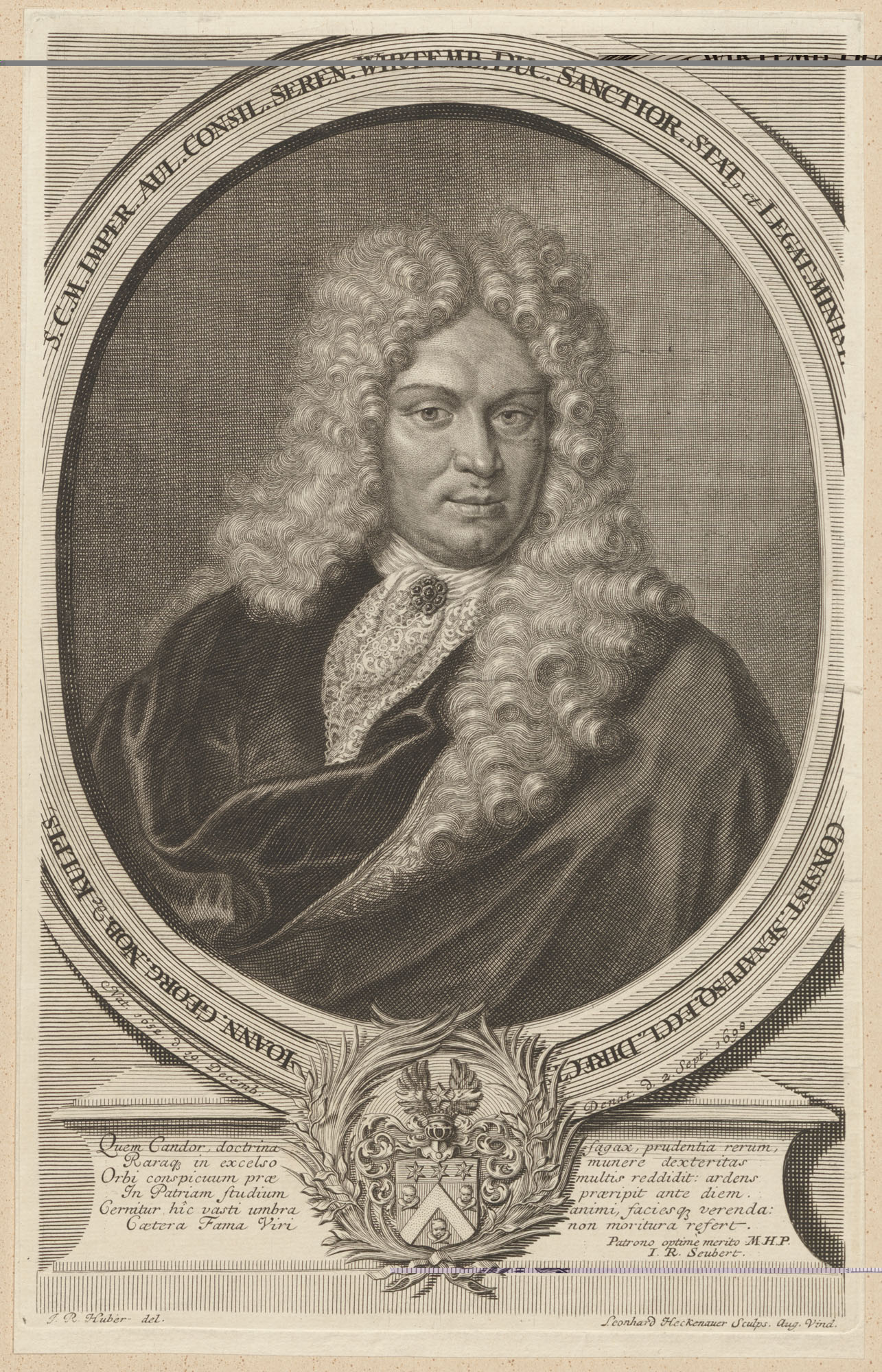
Johann Georg Kulpis

## Familie
Sein Bruder Jakob Wilhelm Heckenauer war ebenso ein Kupferstecher als auch ein guter Zeichner. Sein anderer Bruder Johann Heckenauer war Lautenist, der als 21-Jähriger von Leonhard in Kupfer gestochen wurde. Anfangs arbeitete Leonhard Heckenauer in Berlin, wo er nach Paul Deckers Zeichnungen das dortige königliche Schloss auf zehn Platten radierte, später kam er als herzoglicher Hofkupferstecher nach Braunschweig, wo er einige Gemälde aus der Galerie und das Lustschloss Salzdahlum in Kupfer stach.